# يوجين مونتجومري
يوجين مونتجومري (بالإنجليزية: Eugene Montgomery)‏ هو فنان أمريكي، ولد في 1905، وتوفي في 2001.